# XXXVIIe siècle
Le XXXVIIe siècle (ou 37e siècle) de l'ère commune commencera le 1er janvier 3601 et se terminera le 31 décembre 3700.
Il s'étend entre les jours juliens 3 036 298,5 et 3 072 822,5,.

## Calendrier

### Types d'années
| Décennies | … 0 | … 1 | … 2 | … 3 | … 4 | … 5 | … 6 | … 7 | … 8 | … 9 |
| --------- | --- | --- | --- | --- | --- | --- | --- | --- | --- | --- |
| 360 …     | BA  | G   | F   | E   | DC  | B   | A   | G   | FE  | D   |
| 361 …     | C   | B   | AG  | F   | E   | D   | CB  | A   | G   | F   |
| 362 …     | ED  | C   | B   | A   | GF  | E   | D   | C   | BA  | G   |
| 363 …     | F   | E   | DC  | B   | A   | G   | FE  | D   | C   | B   |
| 364 …     | AG  | F   | E   | D   | CB  | A   | G   | F   | ED  | C   |
| 365 …     | B   | A   | GF  | E   | D   | C   | BA  | G   | F   | E   |
| 366 …     | DC  | B   | A   | G   | FE  | D   | C   | B   | AG  | F   |
| 367 …     | E   | D   | CB  | A   | G   | F   | ED  | C   | B   | A   |
| 368 …     | GF  | E   | D   | C   | BA  | G   | F   | E   | DC  | B   |
| 369 …     | A   | G   | FE  | D   | C   | B   | AG  | F   | E   | D   |